# Тристан (остров)
Тристан (фр. Тristao) — самый крупный остров в Тристанских и Капкенских островах в Гвинее. Окружён Атлантическим океаном. Его площадь составляет 226,4 км².